# Erebus bismarcia
Erebus bismarcia là một loài bướm đêm trong họ Erebidae.